# Masaki Kinoshita
Masaki Kinoshita (木下 正貴 Kinoshita Masaki?), född 22 juni 1989 i Hyōgo prefektur, är en japansk före detta fotbollsspelare.
Kinoshita började sin karriär 2008 i Gamba Osaka. 2009 flyttade han till Roasso Kumamoto. Han spelade 22 ligamatcher för klubben. Efter Roasso Kumamoto spelade han för Ventforet Kofu och AC Nagano Parceiro. Han avslutade karriären 2013.